# 波朗
波朗（法語：Paulhan，法語發音：[polɑ̃]，旧时发音为[pojɑ̃]）是法国埃罗省的一个市镇，位于该省中部，属于洛代沃区。

## 地理
波朗（43°32'27"N, 3°27'32"E）面积11.26 平方千米，位于法国奧克西塔尼大區埃罗省，该省份为法国南部沿海省份，南濒地中海，西南接奥德省，西北接塔恩省和阿韦龙省，东北与加尔省接壤。
与波朗接壤的市镇（或旧市镇、城区）包括：阿迪桑、阿斯皮朗、贝拉尔加、康帕尼昂、卡祖勒代罗、尼扎斯、圣帕瓜尔、特雷桑、于斯克拉斯代罗。
波朗的时区为UTC+01:00、UTC+02:00（夏令时）。

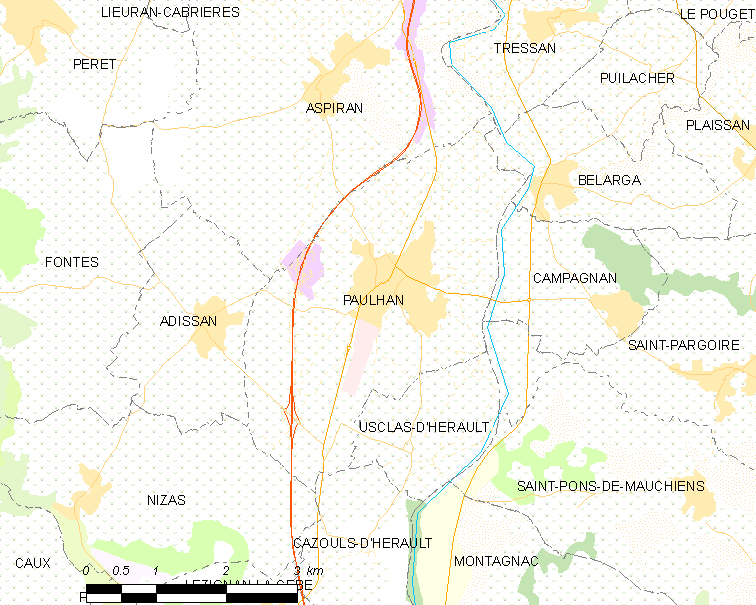
波朗的OSM定位图

## 行政
波朗的邮政编码为34230，INSEE市镇编码为34194。

## 政治
波朗所属的省级选区为克莱蒙莱罗县。

## 人口

1962-2008年间波朗人口变化图示

波朗于2022年1月1日时的人口数量为4022人。

## 友好城市
- 德国克赖灵
- 斯洛伐克布拉德洛山麓布雷佐瓦